# Аян (титул)
Аян (тур. Ayan) — мусульманин, пользующийся авторитетом у своей общины.
Титул получил распространение на Балканском полуострове во времена Османской империи. Например, в начале XIX века Боснийский эялет был разделен на 39 «капетанств», во главе которых стояли аяны, передавав свои должности по наследству.
XVIII век, в течение которого аяны сосредоточили в своих руках местную власть в балканских провинциях, также называется «эпохой аянов».
В 20-х годах XIX в. турецкий губернатор Боснии Джеляль-паша начал активную борьбу с аянами. За тот год, что он был там губернатором, повесли более 20 аянов, возглавлявших боснийские капетанства. При нём многие аяны были сосланы. После его отставки конфискованные у аянов четыре капетанства были им возвращены и власть губернатора опять стала номинальной.

## Близкие значения
- феодал;
- деребей;
- аксакал;
- старейшина.